# Emil Ženatý
Emil Ženatý (18. září 1915 Světlá u Boskovic – 14. února 1994 Brno) byl český evangelický farář.
Narodil se jako nejmladší ze čtyř bratrů. Do obecné školy chodil do Cetkovic, vystudoval gymnázium v Boskovicích a Husovu československou evangelickou fakultu bohosloveckou, kde byl mj. žákem profesora Františka Žilky. 12. května 1940 byl ordinován jako kazatel Českobratrské církve evangelické. V letech 1940 až 1942 působil jako vikář v Uherském Hradišti, v letech 1943 až 1946 v Kyjově. Od roku 1946 do roku 1959 působil jako farář v Miroslavi, poté ve vsetínském Horním sboru. V letech 1963 až 1977 vykonával funkci seniora Východomoravského seniorátu. Od roku 1982 byl ve výslužbě.
Je otcem tří synů (Petr, Jan a Daniel) a dvou dcer (Lydie a Marta).

## Dílo
- I tento náš věk je časem Božího slova, 2000 – sbírka kázání ISBN 80-86211-16-9